# Dragne
La Dragne est une rivière française qui coule dans le département de la Nièvre. C'est un affluent de l'Aron en rive gauche, donc un sous-affluent de la Loire.

## Géographie
La longueur de son cours d'eau est de 30,2 kilomètres.
La Dragne prend naissance sur le territoire de la localité de Villapourçon, dans le département de la Nièvre, au sein du parc naturel régional du Morvan. Elle se jette dans l'Aron (rive gauche) à Vandenesse, à une dizaine de kilomètres en amont (au nord-est) de Cercy-la-Tour et à huit kilomètres à l'ouest de Saint-Honoré-les-Bains.

## Communes traversées
La Dragne traverse les communes suivantes : Villapourçon, Onlay, Moulins-Engilbert, Préporché, et Vandenesse, toutes situées dans le département de la Nièvre.

## Hydrologie
La Dragne est une rivière abondante, à l'instar de ses voisines de la région du Morvan. Son débit a été observé pendant une période de 41 ans (1968-2008), à Vandenesse, localité située au niveau de son confluent avec l'Aron. Le bassin versant de la rivière y est de 115 km2 c'est-à-dire sa totalité.
Le module de la rivière à Vandenesse est de 1,86 m3/s.
La Dragne présente des fluctuations saisonnières de débit assez marquées, comme souvent dans le centre-est de la France et plus précisément le massif du Morvan.
Les hautes eaux d'hiver affichent des débits mensuels moyens de 3,06 à 3,90 m3/s, de décembre à début mars inclus (avec un maximum en février). Dès le mois de mars, le débit moyen baisse progressivement jusqu'aux basses eaux d'été-début d'automne qui se déroulent de juin à la octobre, avec une baisse du débit moyen mensuel jusqu'à 0,394 m3/s au mois d'août, ce qui reste relativement abondant.
Cependant, aux étiages, le VCN3 peut chuter jusque 0,034 m3/s, ce qui peut être qualifié de sévère, mais conforme aux chiffres des autres cours d'eau du Morvan.
Les crues peuvent être importantes, malgré la petitesse de la rivière et de son bassin. Les QIX 2 et QIX 5 valent respectivement 26 et 35 m3. Le QIX 10 est de 41 m3/s, le QIX 20 de 47 m3/s et le QIX 50 de 55 m3/s.
Le débit instantané maximal enregistré à Vandenesse a été de 57,3 m3/s le 20 février 1999, tandis que la valeur journalière maximale était de 37,8 m3/s à la même date. En comparant le débit instantané de cette crue à l'échelle des QIX de la rivière, il apparaît qu'elle était d'ordre cinquantennal, et donc de fréquence fort rare.
La Dragne est bien alimentée par les précipitations abondantes de son bassin, essentiellement les hauteurs du Morvan. La lame d'eau écoulée dans son bassin versant est de 513 millimètres annuellement, ce qui est nettement supérieur à la moyenne d'ensemble de la France tous bassins confondus, ainsi qu'à celle de l'Aron (379 millimètres), et bien sûr largement supérieur à la moyenne du bassin de la Loire à Montjean-sur-Loire (244 millimètres). Le débit spécifique (ou Qsp) atteint 16,2 litres par seconde et par kilomètre carré de bassin.